# Untermeitingen
Untermeitingen település Németországban, azon belül Bajorországban. Lakosainak száma 7568 fő (2023. december 31.).

## Népesség
A település népessége az elmúlt években az alábbi módon változott:
| Lakosok száma | 615  | 2164 | 3844 | 3853 | 6409 | 6527 | 6833 | 6931 | 7435 | 7568 |
|               | 1875 | 1950 | 1975 | 1987 | 2012 | 2014 | 2016 | 2017 | 2021 | 2023 |